# Parafia Chrystusa Króla w Łodzi
Parafia Chrystusa Króla w Łodzi – parafia rzymskokatolicka w zachodniej części Łodzi, na osiedlach Retkinia i Karolew, wchodząca w skład dekanatu Łódź-Retkinia-Ruda archidiecezji łódzkiej.

## Historia parafii
Parafia została erygowana 15 lutego 1983 przez biskupa Józefa Rozwadowskiego, ordynariusza diecezji łódzkiej.
Parafia powstała poprzez wydzielenie części obszarów parafii Najświętszego Serca Jezusowego i parafii Matki Boskiej Zwycięskiej. Obecnie obejmuje ona część Karolewa oraz fragment Retkini, osiedle Piaski.
Nabożeństwa odbywają się w kościele zbudowanym w latach 1989–2000, według projektu Aleksego Dworczaka. Świątynię poświęcił 1 października 2000 arcybiskup Władysław Ziółek.

## Zasięg parafii
Do parafii należą wierni z Łodzi, mieszkający przy ulicach: Bratysławskiej (numery 2–24 i 1–19), Chodkiewicza, Grodzieńskiej, Gwiazdowej, Kowieńskiej, Kozietulskiego, Krzemienieckiej, Kusocińskiego (numery 1–37 i 2–18), Lokajskiego, Mińskiej, Narciarskiej, Piaski, Rajdowej, Retkińskiej (numery 1–67 i 2–22), Sandomierskiej, Sprinterów, Trójskok, Wileńskiej (numery 2–60 i 41–67), Wioślarskiej, Wróblewskiego (numery 59–89 i 100–134), Wyspiańskiego i kard. Wyszyńskiego (numery 2–12).

## Wspólnoty parafialne
Ministranci, Chór parafialny „Laudate Deum”, Żywy Różaniec, Wspólnota Adoracyjna, Wspólnota Medytacyjna, Apostolstwo Dobrej Śmierci, Apostolskie Dzieło Pomocy dla Czyśćca, Wieczernik modlitwy za kapłanów, Asysta, Kręgi domowego kościoła, Kółko różańcowe dziecięce, Eucharystyczny Ruch Młodych, Grupa młodzieżowa, Krąg biblijny, Grupa teatralna, Towarzystwo Przyjaciół WSD, Duszpasterstwo dzieci komunijnych i ich rodziców, Kandydaci do bierzmowania.

## Proboszczowie
- ks. prałat Edward Dudziński (1983–2018), pełnił również funkcję dziekana[3].
- ks. kan. Stanisław Broda (2018–2019)
- ks. Marcin Grzelak (od 2019)